# Zemský okres Ludwigslust-Parchim
Zemský okres Ludwigslust-Parchim (německy Landkreis Ludwigslust-Parchim) je zemský okres v německé spolkové zemi Meklenbursko-Přední Pomořansko. Sídlem správy zemského okresu je město Parchim. Má přibližně 212 tisíc obyvatel. 

## Města a obce
Města:
- Boizenburg/Elbe
- Brüel
- Crivitz
- Dömitz
- Goldberg
- Grabow
- Hagenow
- Lübtheen
- Lübz
- Ludwigslust
- Neustadt-Glewe
- Parchim
- Plau am See
- Sternberg
- Wittenburg
- Zarrentin am Schaalsee

Obce:
- Alt Krenzlin
- Alt Zachun
- Balow
- Bandenitz
- Banzkow
- Barkhagen
- Barnin
- Belsch
- Bengerstorf
- Besitz
- Blankenberg
- Blievenstorf
- Bobzin
- Borkow
- Brahlstorf
- Brenz
- Bresegard bei Eldena
- Bresegard bei Picher
- Brunow
- Bülow
- Cambs
- Dabel
- Dambeck
- Demen
- Dersenow
- Dobbertin
- Dobin am See
- Domsühl
- Dümmer
- Eldena
- Friedrichsruhe
- Gallin
- Gallin-Kuppentin
- Gammelin
- Ganzlin
- Gehlsbach
- Gischow
- Gneven
- Göhlen
- Gorlosen
- Granzin
- Grebs-Niendorf
- Gresse
- Greven
- Groß Godems
- Groß Krams
- Groß Laasch
- Hohen Pritz
- Holthusen
- Hoort
- Hülseburg
- Karenz
- Karrenzin
- Karstädt
- Kirch Jesar
- Klein Rogahn
- Kloster Tempzin
- Kobrow
- Kogel
- Kreien
- Kremmin
- Kritzow
- Kuhlen-Wendorf
- Kuhstorf
- Langen Brütz
- Leezen
- Leussow
- Lewitzrand
- Lübesse
- Lüblow
- Lüttow-Valluhn
- Malk Göhren
- Malliß
- Marnitz
- Mestlin
- Milow
- Möllenbeck
- Moraas
- Muchow
- Mustin
- Neu Gülze
- Neu Kaliß
- Neu Poserin
- Nostorf
- Obere Warnow
- Pampow
- Passow
- Pätow-Steegen
- Picher
- Pinnow
- Plate
- Prislich
- Pritzier
- Raben Steinfeld
- Rastow
- Redefin
- Rom
- Schossin
- Schwanheide
- Setzin
- Siggelkow
- Spornitz
- Stolpe
- Stralendorf
- Strohkirchen
- Suckow
- Sukow
- Sülstorf
- Techentin
- Teldau
- Tessenow
- Tessin b. Boizenburg
- Toddin
- Tramm
- Uelitz
- Vellahn
- Vielank
- Warlitz
- Warlow
- Warsow
- Weitendorf
- Werder
- Wittendörp
- Wittenförden
- Witzin
- Wöbbelin
- Zapel
- Ziegendorf
- Zierzow
- Zölkow
- Zülow